# Suregada racemulosa
Suregada racemulosa är en törelväxtart som först beskrevs av Elmer Drew Merrill, och fick sitt nu gällande namn av Léon Camille Marius Croizat. Suregada racemulosa ingår i släktet Suregada och familjen törelväxter.
Artens utbredningsområde är Filippinerna. Inga underarter finns listade i Catalogue of Life.